# معركة حلب (1400)
مَعرَكَةُ حَلَب هي معركةٌ وقعت في 17 يونيو (حزيران) 1400 في حلب. دارت رحاها بين جيش الحُلفاء المُكون من الدولة الجلائريَّة بِقيادة السُلطان غياث الدين أحمد مع اتحاديَّة قره قويونلو بِقيادة السُلطان قره يوسف ضد جيش السلطنة المملوكيَّة بقيادة دميرتاش. انتهت المعركة بانتصارٍ ساحقٍ للحُلفاء وفرار المماليك وأسر عدد من أُمراء الدولة المملوكيَّة.

## انظُر أيضًا
- حصار حلب (1400)
- معركة قناة الغامي